# 자모산성
자모산성(慈母山城)은 조선민주주의인민공화국 평안남도 평성시에 위치한 산성이다. 고구려 평양성 북쪽 방위를 담당한 석축 성곽이며, 조선민주주의인민공화국의 사적 제27호로 지정되었다가 국보 문화유물 제38호로 변경되었다.